# SS Cufic (1888)
El SS Cufic fue un buque de carga dedicado al transporte de ganado, construido en los astilleros navales de Harland and Wolff para la naviera británica White Star Line.

## Historia
El buque desplazaba 4.639 toneladas y fue completado el 1 de diciembre de 1888. Tenía un buque hermano, llamado SS Runic. Su primer capitán fue Edward Smith, que años más tarde también fue el capitán del RMS Titanic en su viaje inaugural. Realizaba la ruta entre Liverpool y Nueva York.
En 1896, el Cufic fue alquilado a la naviera española Compañía Transatlántica Española y rebautizado Nuestra Señora de Guadalupe. Sería utilizado para el transporte de caballos entre España y Cuba durante la Guerra de Independencia cubana, previa a la Guerra hispano-estadounidense de 1898.
En 1898 retornó a la White Star Line, recobrando el nombre Cufic. No obstante, fue vendido a la naviera Dominion Line en 1901, y su nombre fue cambiado a Manxman. Fue posteriormente vendido una vez más, en 1915, a una naviera canadiense, donde permaneció bajo el mismo nombre. El Manxman fue utilizado como barco de transporte de tropas en 1917. Esta tarea no duró mucho, y fue vendido de nuevo a una empresa de Nueva York en 1919.
El 18 de diciembre de 1919, el Cufic zozobró mientras transportaba trigo desde Portland a Gibraltar. El naufragio provocó la muerte de la totalidad de la tripulación del barco, 40 personas.